# Dejan Lovren
Dejan Lovren (Zenica, 5 luglio 1989) è un calciatore croato, difensore del PAOK. Con la nazionale croata si è laureato vicecampione del mondo nel 2018.

## Biografia
Nato da genitori croati a Zenica, ora città della Bosnia ed Erzegovina, nel 1992 fuggì con la famiglia in Germania, a Monaco di Baviera. Lovren trascorse 7 anni in Germania, apprendendo la lingua e frequentando le scuole. La famiglia fu però costretta da problemi burocratici a tornare a Karlovac, in Croazia. Lovren ebbe inizialmente parecchie difficoltà, non avendo una particolare familiarità con la lingua croata.
È il fratello maggiore di Davor Lovren, anch'egli calciatore.

## Caratteristiche tecniche
Difensore centrale, dotato di un ottimo colpo di testa e molto abile negli inserimenti su palla inattiva, ha un'ottima personalità, ma pecca nel dinamismo.
Nel 2010 è stato inserito nella lista dei migliori calciatori nati dopo il 1989 stilata da Don Balón.

## Carriera

### Club

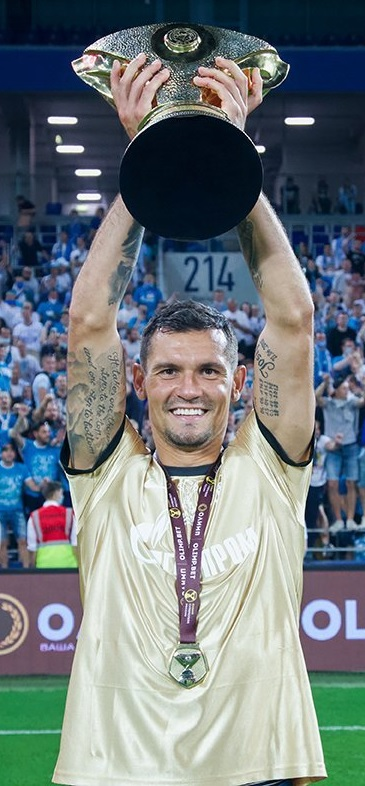
Lovren nell'agosto 2020, celebra la vittoria della supercoppa russa.

#### L'esordio con la Dinamo Zagabria e la parentesi Inter Zapresic
Cresciuto nelle giovanili della Dinamo Zagabria trova la prima presenza con la prima squadra nel 2006. L'anno dopo viene ufficializzato il suo trasferimento in prestito ai croati dell'Inter Zaprešić dove giocherà per due anni. Il primo anno contribuisce alla promozione nel massimo campionato croato della sua squadra e l'anno successivo esplode definitivamente attirando su di lui gli occhi dei maggiori club europei. Il 22 febbraio 2008 regala il suo primo assist in carriera nella partita pareggiata 1-1 sul campo dell'NK Zagabria e all'ultima giornata di campionato trova il primo gol nella sconfitta casalinga per 2-1 contro l'Osijek.
Alla fine della stagione torna alla Dinamo Zagabria diventando uno dei giocatori titolari della squadra. Il 6 agosto 2008 esordisce nella massima competizione europea, la Champions League, nella gara di ritorno valida per il 2º turno giocata e vinta 3-2 in casa contro il Domžale. Il 2 ottobre 2008 trova il suo primo gol europeo nella partita di Coppa UEFA giocata e pareggiata in casa dello Sparta Praga per 3-3, valevole per i preliminari della competizione. Il suo gol è decisivo per il passaggio alla fase a gironi della sua squadra. Il 5 dello stesso mese trova il primo gol in campionato con la maglia dei croati nella partita vinta 1-0 in casa contro l'Osijek.
La nuova stagione si apre subito con un gol, il 21 luglio 2009, nella partita degli spareggi di Champions League, il primo per lui nella competizione, giocata e vinta 3-0 in casa contro il P'yownik. Tuttavia la sua squadra non riesce a qualificarsi per i play-off e viene declassata in Europa League dove riesce a raggiungere la fase a gironi. Dopo aver disputato un ottimo campionato a gennaio si trasferisce ai francesi dell'Olympique Lione.

#### Olympique Lione

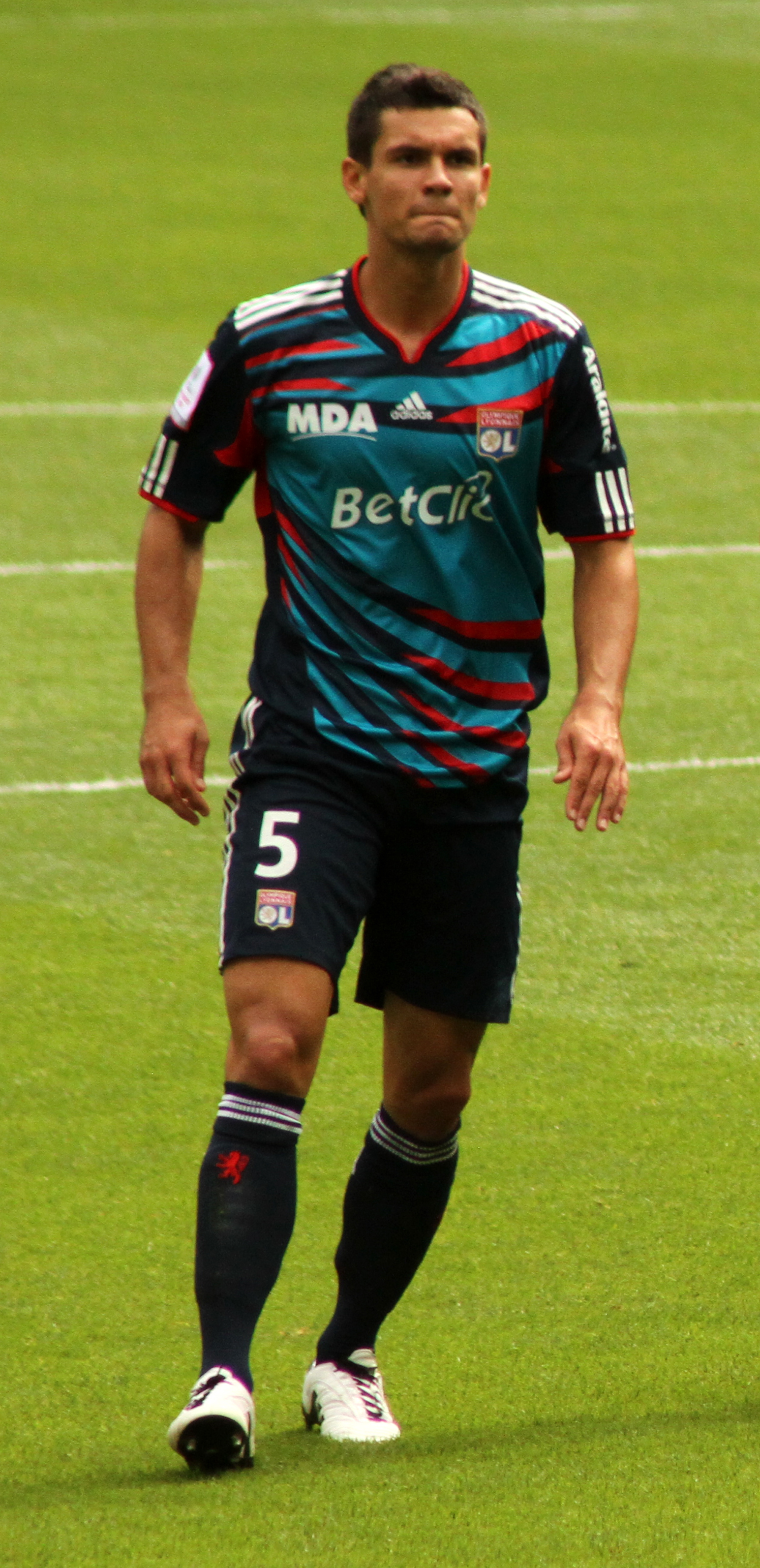
Lovren con la maglia del Lione nell'estate del 2010.

Il 13 gennaio 2010 si trasferisce nel club francese, per circa 8 milioni di euro. La prima presenza con la nuova maglia la trova il 31 gennaio successivo, nella partita vinta in casa 2-1 contro il PSG, dove regala anche un assist, mentre il 24 e il 27 gennaio esordisce rispettivamente in Coupe de France e in Coupe de la Ligue nelle sconfitte contro Monaco (2-1) e Lorient (1-0). Nonostante la sua squadra arrivi fino alle semifinali di Champions League, lui non può giocare per via delle sue presenze con la Dinamo Zagabria nella fase preliminare.
Nella stagione successiva diventa uno dei titolarissimi della squadra facendo parte quasi sempre dell'undici iniziale. Il 2 novembre 2010 trova il primo gol con la maglia dei francesi nella partita della fase a gironi di Champions League persa 4-3 in casa del Benfica. Conclude la sua seconda stagione in Francia con 37 presenze e 1 gol in totale.
Nella stagione seguente arriva il primo gol in Ligue 1 con la maglia del Lione nella gara vinta 2-1 in casa contro il Sochaux il 24 marzo 2012. È anche protagonista nella fase a gironi della Champions League della larga vittoria contro la sua ex squadra, la Dinamo Zagabria, per 7-1 in Croazia. Il 28 aprile 2012 vince il primo trofeo con la maglia francese trionfando in finale di Coupe de France dopo aver battuto per 1-0 il Quevilly. Arriva in finale anche in Coupe de la Ligue ma la sua squadra viene battuta dal Marsiglia per 1-0 ai tempi supplementari, dopo che quelli regolamentari si conclusero sullo 0-0.
Inizia la nuova stagione con la vittoria della Supercoppa di Francia ai rigori contro il Montpellier, campione di Francia, dopo che i tempi regolamentari e supplementari si conclusero sul punteggio di 2-2. Conclude la sua ultima stagione in Francia con 24 presenze e 1 gol.
In totale con la maglia del Lione ha collezionato 102 presenze e 3 gol vincendo due trofei.

#### Southampton
Il 14 giugno 2013 viene acquistato dagli inglesi del Southampton per 10 milioni di euro. La sua prima presenza nel campionato inglese la trova alla prima giornata nella vittoria per 1-0 sul campo del West Bromwich. Il 21 settembre 2013 trova il primo gol con la maglia inglese nella vittoria per 1-0 sul campo del Liverpool, risultando decisivo per le sorti della gara. Le sue ottime prestazioni lo rendono uno dei migliori giocatori in squadra e uno dei migliori difensori presenti nel campionato inglese. Conclude la sua prima e unica stagione con il Southampton con 31 presenze e 2 gol, il secondo segnato nel pareggio per 2-2 contro il Sunderland.

#### Liverpool

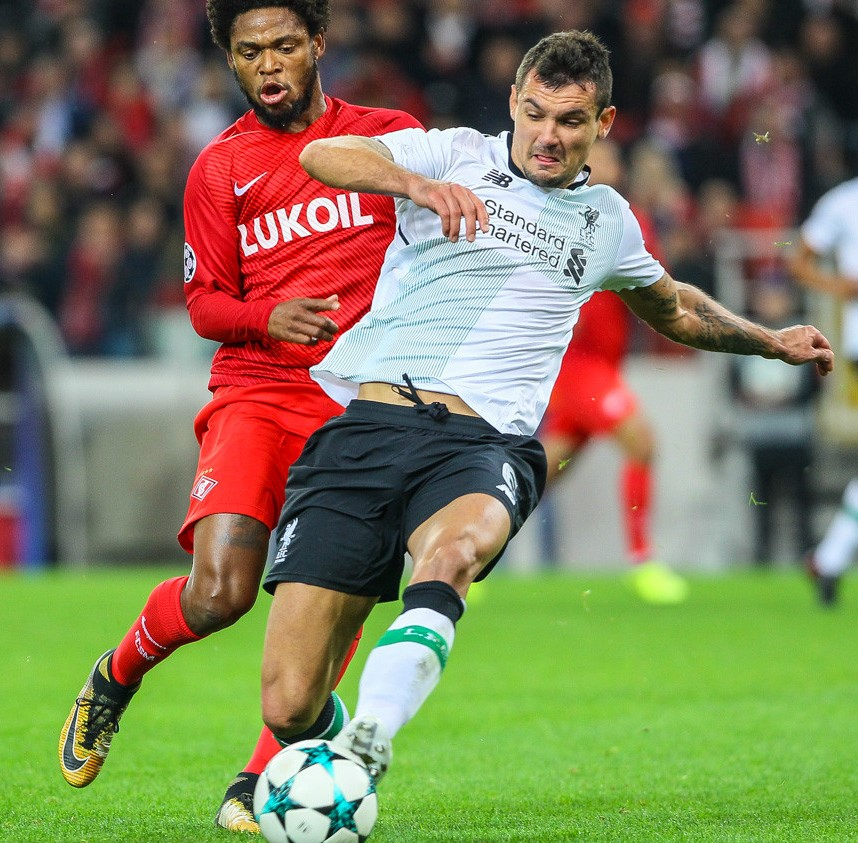
Lovren (destra) in azione con la maglia del nel 2017.

Dopo essersi messo in mostra con la maglia del Southampton, il 27 luglio 2014 viene acquistato dal Liverpool, insieme ai suoi compagni di squadra Adam Lallana e Rickie Lambert, per 25,3 milioni di euro. Trova la prima presenza con la nuova maglia alla prima giornata di campionato nella vittoria per 2-1 proprio contro la sua ex squadra, il Southampton. Il 28 ottobre 2014 trova il primo gol con la maglia del Liverpool e la prima presenza nella competizione nella vittoria per 2-1 in coppa di lega (Capital One Cup) contro i gallesi dello Swansea City. Il 14 febbraio 2015 invece arriva la prima presenza in FACup nella vittoria per 2-1 sul campo del Crystal Palace valida per gli ottavi di finale.
La sua seconda stagione con la maglia dei Reds vede il cambio in panchina dell'allenatore del club: Brendan Rodgers lascia il posto al tedesco Jurgen Klopp. Nonostante questo cambio è ancora al centro del progetto e viene inserito più volte nell'undici titolare. Il 14 aprile 2016 trova il primo gol in Europa League con la maglia dei Reds, al 3' di recupero nella rocambolesca vittoria per 4-3 contro il Borussia Dortmund ai quarti di finale.
Il 14 agosto 2016 trova la prima presenza stagionale nel big match della prima giornata vinto 4-3 sul campo dell'Arsenal. Il 16 settembre trova il primo gol in Premier League con la maglia del Liverpool, nell'incontro di cartello vinto 2-1 a Stamford Bridge sul Chelsea. Il 31 gennaio 2017, in occasione del big match ad Anfield contro i Blues, raggiunge quota 100 presenze in maglia Reds.
Il 1º giugno 2019 vince la Champions League ai danni del Tottenham per 2-0. La sua stagione è stata comunque travagliata a causa di una pubalgia che lo ha fatto scendere nelle rotazioni di Klopp a quarto difensore preferendogli (oltre a Virgil Van Dijk) Joel Matip e Joe Gomez. Il 14 agosto dello stesso anno vince la Supercoppa Europea battendo ai rigori il Chelsea, non scendendo tuttavia mai in campo vista la mancata convocazione. La sua esperienza con in Reds si conclude con 185 presenze e otto reti in tutte le competizioni, con la conquista di quattro trofei, tra cui il campionato inglese.

#### Zenit

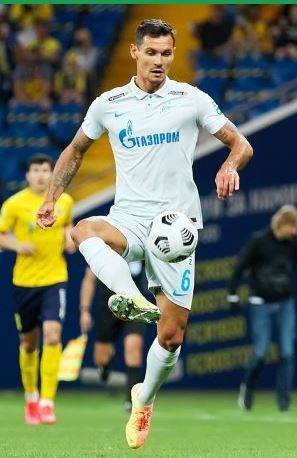
Lovren in azione con la casacca dello nel 2020.

Il 27 luglio 2020, dopo sei anni trascorsi tra le file dei Reds, si accasa allo Zenit San Pietroburgo, firmando un triennale. 
Debutta con la nuova maglia il 7 agosto 2020, partendo titolare nella vittoria contro il Lokomotiv Mosca in supercoppa che sancisce la vittoria del suo primo trofeo russo. L'11 agosto 2020, debutta in campionato, nella vittoria per 2-0 contro il Rotor; mentre realizza la prima rete nel campionato russo quattro giorni dopo nella vittoriosa trasferta contro il Rostov.

#### Ritorno all'Olympique Lione
Il 2 gennaio 2023, viene annunciato il suo ritorno all'Olympique Lione, con cui Lovren firma un contratto valido fino al 30 giugno 2025.

### Nazionale

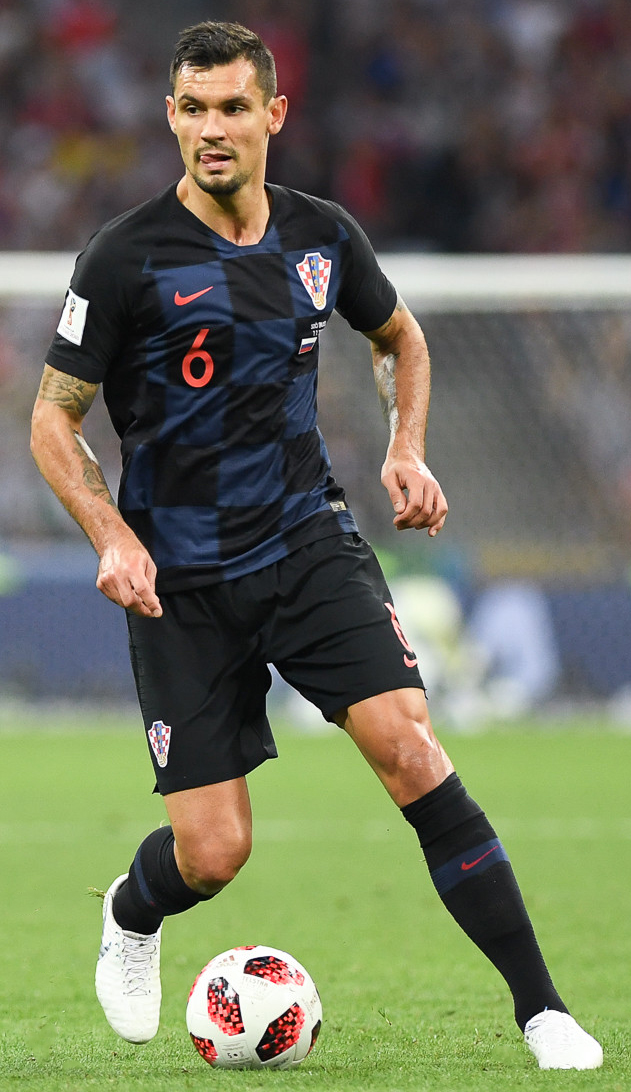
Lovren con la maglia della durante i Mondiali 2018.

#### Nazionale maggiore
Esordisce per la prima volta con la maglia della Croazia nella vittoria per 3-2 sul Qatar l'8 ottobre 2009.
Prende parte successivamente a tutte le qualificazioni degli europei 2012, trovando il primo gol proprio in una partita di qualificazione vinta con il risultato di 3-1 su Malta. Non verrà tuttavia incluso nella lista dei convocati per l'europeo a causa di un infortunio alla caviglia.
Viene convocato per i Mondiali del 2014 giocati in Brasile dove la sua nazionale viene eliminata dopo la fase a gironi.
Non è stato invece convocato per gli Europei 2016 per via delle sue relazioni non buone con il ct Ante Čačić.
Rientra poi nel giro della selezione croata nel novembre 2016 a seguito di un chiarimento con l'allenatore.
Viene convocato per la seconda volta in occasione del Campionato mondiale di calcio 2018 (senza però Čačić esonerato nell'ottobre 2017), dove riesce con la nazionale a raggiungere la finale, persa contro la Francia per 4-2.
Il 9 novembre del 2022, viene inserito dal CT Zlatko Dalić nella lista dei convocati per i Mondiali di calcio in Qatar. Il 17 dicembre la selezione croata ritrova il Marocco nella finale per il terzo posto, vinta per 2-1 e salendo (seppur senza scendere in campo nella suddetta partita) per la seconda volta consecutiva sul podio di una Coppa del Mondo.
Il 23 febbraio 2023, dopo avere racimolato 78 presenze e 5 reti, annuncia il proprio ritiro dalla nazionale.

## Statistiche

### Presenze e reti nei club
Statistiche aggiornate al 15 dicembre 2023.
| Stagione               | Squadra                | Campionato             | Campionato | Campionato | Coppe nazionali | Coppe nazionali | Coppe nazionali | Coppe continentali | Coppe continentali | Coppe continentali | Altre coppe | Altre coppe | Altre coppe | Totale | Totale |
| Stagione               | Squadra                | Comp                   | Pres       | Reti       | Comp            | Pres            | Reti            | Comp               | Pres               | Reti               | Comp        | Pres        | Reti        | Pres   | Reti   |
| ---------------------- | ---------------------- | ---------------------- | ---------- | ---------- | --------------- | --------------- | --------------- | ------------------ | ------------------ | ------------------ | ----------- | ----------- | ----------- | ------ | ------ |
| 2005-2006              | Dinamo Zagabria        | 1. HNL                 | 1          | 0          | CC              | 0               | 0               | -                  | -                  | -                  | -           | -           | -           | 1      | 0      |
| 2006-2007              | Inter Zaprešić         | 2. HNL                 | 21         | 0          | CC              | 4               | 0               | -                  | -                  | -                  | -           | -           | -           | 25     | 0      |
| 2007-2008              | Inter Zaprešić         | 2. HNL                 | 29         | 1          | CC              | 2               | 0               | -                  | -                  | -                  | -           | -           | -           | 31     | 1      |
| Totale Inter Zaprešić  | Totale Inter Zaprešić  | Totale Inter Zaprešić  | 50         | 1          |                 | 6               | 0               |                    | -                  | -                  |             | -           | -           | 56     | 1      |
| 2008-2009              | Dinamo Zagabria        | 1. HNL                 | 22         | 1          | CC              | 8               | 1               | UCL+CU             | 3+5                | 0+1                | -           | -           | -           | 38     | 3      |
| 2009-gen. 2010         | Dinamo Zagabria        | 1. HNL                 | 14         | 0          | CC              | 4               | 0               | UCL+UEL            | 4+7                | 1+0                | -           | -           | -           | 29     | 1      |
| Totale Dinamo Zagabria | Totale Dinamo Zagabria | Totale Dinamo Zagabria | 37         | 1          |                 | 12              | 1               |                    | 19                 | 2                  |             | -           | -           | 68     | 4      |
| gen.-giu. 2010         | Olympique Lione        | L1                     | 8          | 0          | CF+CdL          | 1+1             | 0               | UCL                | -                  | -                  | -           | -           | -           | 10     | 0      |
| 2010-2011              | Olympique Lione        | L1                     | 28         | 0          | CF+CdL          | 2+1             | 0               | UCL                | 6                  | 1                  | -           | -           | -           | 37     | 1      |
| 2011-2012              | Olympique Lione        | L1                     | 18         | 1          | CF+CdL          | 3+2             | 0               | UCL                | 8                  | 0                  | -           | -           | -           | 31     | 1      |
| 2012-2013              | Olympique Lione        | L1                     | 18         | 1          | CF+CdL          | 0+1             | 0               | UEL                | 5                  | 0                  | SF          | 0           | 0           | 24     | 1      |
| 2013-2014              | Southampton            | PL                     | 31         | 2          | FACup+CdL       | 0               | 0               | -                  | -                  | -                  | -           | -           | -           | 31     | 2      |
| 2014-2015              | Liverpool              | PL                     | 26         | 0          | FACup+CdL       | 4+2             | 0+1             | UCL+UEL            | 4+2                | 0                  | -           | -           | -           | 38     | 1      |
| 2015-2016              | Liverpool              | PL                     | 24         | 0          | FACup+CdL       | 1+4             | 0               | UEL                | 10                 | 1                  | -           | -           | -           | 39     | 1      |
| 2016-2017              | Liverpool              | PL                     | 29         | 2          | FACup+CdL       | 0+3             | 0               | -                  | -                  | -                  | -           | -           | -           | 32     | 2      |
| 2017-2018              | Liverpool              | PL                     | 29         | 2          | FACup+CdL       | 0               | 0               | UCL                | 14                 | 0                  | -           | -           | -           | 43     | 2      |
| 2018-2019              | Liverpool              | PL                     | 13         | 1          | FACup+CdL       | 1+1             | 0               | UCL                | 3                  | 0                  | -           | -           | -           | 18     | 1      |
| 2019-2020              | Liverpool              | PL                     | 10         | 0          | FACup+CdL       | 1+1             | 0               | UCL                | 3                  | 1                  | CS+SU+Cmc   | 0           | 0           | 15     | 1      |
| Totale Liverpool       | Totale Liverpool       | Totale Liverpool       | 131        | 5          |                 | 18              | 1               |                    | 36                 | 2                  |             | 0           | 0           | 185    | 8      |
| 2020-2021              | Zenit San Pietroburgo  | PL                     | 21         | 2          | KR              | 1               | 0               | UCL                | 5                  | 0                  | SR          | 1           | 0           | 28     | 2      |
| 2021-2022              | Zenit San Pietroburgo  | PL                     | 14         | 0          | KR              | 0               | 0               | UCL                | 4                  | 0                  | SR          | 1           | 0           | 19     | 0      |
| 2022-gen. 2023         | Zenit San Pietroburgo  | PL                     | 15         | 1          | KR              | 1               | 0               | -                  | -                  | -                  | SR          | 1           | 0           | 17     | 1      |
| Totale Zenit           | Totale Zenit           | Totale Zenit           | 50         | 3          |                 | 2               | 0               |                    | 9                  | 0                  |             | 3           | 0           | 64     | 3      |
| gen.-giu. 2023         | Olympique Lione        | L1                     | 17         | 1          | CF              | 4               | 0               | -                  | -                  | -                  | -           | -           | -           | 21     | 1      |
| 2023-2024              | Olympique Lione        | L1                     | 10         | 0          | CF              | 1               | 0               | -                  | -                  | -                  | -           | -           | -           | 11     | 0      |
| Totale O. Lione        | Totale O. Lione        | Totale O. Lione        | 99         | 3          |                 | 16              | 0               |                    | 19                 | 1                  |             | 0           | 0           | 134    | 4      |
| 2024-2025              | PAOK                   | SLE                    | 5          | 0          | CG              | 0               | 0               | UEL                | 0                  | 0                  | -           | -           | -           | 5      | 0      |
| Totale carriera        | Totale carriera        | Totale carriera        | 403        | 15         |                 | 54              | 2               |                    | 83                 | 5                  |             | 3           | 0           | 543    | 22     |

### Cronologia presenze e reti in nazionale
| Cronologia completa delle presenze e delle reti in nazionale ― Croazia | Cronologia completa delle presenze e delle reti in nazionale ― Croazia | Cronologia completa delle presenze e delle reti in nazionale ― Croazia | Cronologia completa delle presenze e delle reti in nazionale ― Croazia | Cronologia completa delle presenze e delle reti in nazionale ― Croazia | Cronologia completa delle presenze e delle reti in nazionale ― Croazia | Cronologia completa delle presenze e delle reti in nazionale ― Croazia | Cronologia completa delle presenze e delle reti in nazionale ― Croazia |
| Data                                                                   | Città                                                                  | In casa                                                                | Risultato                                                              | Ospiti                                                                 | Competizione                                                           | Reti                                                                   | Note                                                                   |
| ---------------------------------------------------------------------- | ---------------------------------------------------------------------- | ---------------------------------------------------------------------- | ---------------------------------------------------------------------- | ---------------------------------------------------------------------- | ---------------------------------------------------------------------- | ---------------------------------------------------------------------- | ---------------------------------------------------------------------- |
| 8-10-2009                                                              | Fiume                                                                  | Croazia                                                                | 3 – 2                                                                  | Qatar                                                                  | Amichevole                                                             | -                                                                      | 46’                                                                    |
| 14-10-2009                                                             | Astana                                                                 | Kazakistan                                                             | 1 – 2                                                                  | Croazia                                                                | Qual. Mondiali 2010                                                    | -                                                                      |                                                                        |
| 3-3-2010                                                               | Bruxelles                                                              | Belgio                                                                 | 0 – 1                                                                  | Croazia                                                                | Amichevole                                                             | -                                                                      | 46’                                                                    |
| 23-5-2010                                                              | Osijek                                                                 | Croazia                                                                | 2 – 0                                                                  | Galles                                                                 | Amichevole                                                             | -                                                                      | 8’                                                                     |
| 26-5-2010                                                              | Tallinn                                                                | Estonia                                                                | 0 – 0                                                                  | Croazia                                                                | Amichevole                                                             | -                                                                      | 46’                                                                    |
| 9-2-2011                                                               | Pola                                                                   | Croazia                                                                | 4 – 2                                                                  | Rep. Ceca                                                              | Amichevole                                                             | -                                                                      | 46’                                                                    |
| 26-3-2011                                                              | Tbilisi                                                                | Georgia                                                                | 1 – 0                                                                  | Croazia                                                                | Qual. Euro 2012                                                        | -                                                                      |                                                                        |
| 29-3-2011                                                              | Saint-Denis                                                            | Francia                                                                | 0 – 0                                                                  | Croazia                                                                | Amichevole                                                             | -                                                                      | 30’                                                                    |
| 10-8-2011                                                              | Dublino                                                                | Irlanda                                                                | 0 – 0                                                                  | Croazia                                                                | Amichevole                                                             | -                                                                      |                                                                        |
| 2-9-2011                                                               | Ta' Qali                                                               | Malta                                                                  | 1 – 3                                                                  | Croazia                                                                | Qual. Euro 2012                                                        | 1                                                                      |                                                                        |
| 6-9-2011                                                               | Zagabria                                                               | Croazia                                                                | 3 – 1                                                                  | Israele                                                                | Qual. Euro 2012                                                        | -                                                                      |                                                                        |
| 7-10-2011                                                              | Atene                                                                  | Grecia                                                                 | 2 – 0                                                                  | Croazia                                                                | Qual. Euro 2012                                                        | -                                                                      | 90+1’                                                                  |
| 11-10-2011                                                             | Fiume                                                                  | Croazia                                                                | 2 – 0                                                                  | Lettonia                                                               | Qual. Euro 2012                                                        | -                                                                      |                                                                        |
| 16-10-2012                                                             | Osijek                                                                 | Croazia                                                                | 2 – 0                                                                  | Galles                                                                 | Qual. Mondiali 2014                                                    | -                                                                      | 21’ 46’                                                                |
| 6-2-2013                                                               | Londra                                                                 | Croazia                                                                | 4 – 0                                                                  | Corea del Sud                                                          | Amichevole                                                             | -                                                                      | 46’                                                                    |
| 22-3-2013                                                              | Zagabria                                                               | Croazia                                                                | 2 – 0                                                                  | Serbia                                                                 | Qual. Mondiali 2014                                                    | -                                                                      | 82’                                                                    |
| 26-3-2013                                                              | Swansea                                                                | Galles                                                                 | 1 – 2                                                                  | Croazia                                                                | Qual. Mondiali 2014                                                    | 1                                                                      | 21’                                                                    |
| 14-8-2013                                                              | Vaduz                                                                  | Liechtenstein                                                          | 2 – 3                                                                  | Croazia                                                                | Amichevole                                                             | -                                                                      | 85’                                                                    |
| 6-9-2013                                                               | Belgrado                                                               | Serbia                                                                 | 1 – 1                                                                  | Croazia                                                                | Qual. Mondiali 2014                                                    | -                                                                      |                                                                        |
| 10-9-2013                                                              | Jeonju                                                                 | Corea del Sud                                                          | 1 – 2                                                                  | Croazia                                                                | Amichevole                                                             | -                                                                      |                                                                        |
| 11-10-2013                                                             | Zagabria                                                               | Croazia                                                                | 1 – 2                                                                  | Belgio                                                                 | Qual. Mondiali 2014                                                    | -                                                                      |                                                                        |
| 15-10-2013                                                             | Edimburgo                                                              | Scozia                                                                 | 2 – 0                                                                  | Croazia                                                                | Qual. Mondiali 2014                                                    | -                                                                      |                                                                        |
| 19-11-2013                                                             | Zagabria                                                               | Croazia                                                                | 2 – 0                                                                  | Islanda                                                                | Qual. Mondiali 2014                                                    | -                                                                      | 90’                                                                    |
| 5-3-2014                                                               | Berna                                                                  | Svizzera                                                               | 2 – 2                                                                  | Croazia                                                                | Amichevole                                                             | -                                                                      | 57’                                                                    |
| 6-6-2014                                                               | Salvador                                                               | Croazia                                                                | 1 – 0                                                                  | Australia                                                              | Amichevole                                                             | -                                                                      |                                                                        |
| 12-6-2014                                                              | San Paolo                                                              | Brasile                                                                | 3 – 1                                                                  | Croazia                                                                | Mondiali 2014 - 1º turno                                               | -                                                                      | 69’                                                                    |
| 18-6-2014                                                              | Manaus                                                                 | Camerun                                                                | 0 – 4                                                                  | Croazia                                                                | Mondiali 2014 - 1º turno                                               | -                                                                      |                                                                        |
| 23-6-2014                                                              | Recife                                                                 | Croazia                                                                | 1 – 3                                                                  | Messico                                                                | Mondiali 2014 - 1º turno                                               | -                                                                      |                                                                        |
| 4-9-2014                                                               | Pola                                                                   | Croazia                                                                | 2 – 0                                                                  | Cipro                                                                  | Amichevole                                                             | -                                                                      |                                                                        |
| 9-9-2014                                                               | Zagabria                                                               | Croazia                                                                | 2 – 0                                                                  | Malta                                                                  | Qual. Euro 2016                                                        | -                                                                      |                                                                        |
| 23-3-2016                                                              | Osijek                                                                 | Croazia                                                                | 2 – 0                                                                  | Israele                                                                | Amichevole                                                             | -                                                                      |                                                                        |
| 11-6-2017                                                              | Reykjavík                                                              | Islanda                                                                | 1 – 0                                                                  | Croazia                                                                | Qual. Mondiali 2018                                                    | -                                                                      |                                                                        |
| 3-9-2017                                                               | Zagabria                                                               | Croazia                                                                | 0 – 1                                                                  | Kosovo                                                                 | Qual. Mondiali 2018                                                    | -                                                                      |                                                                        |
| 5-9-2017                                                               | Eskişehir                                                              | Turchia                                                                | 1 – 0                                                                  | Croazia                                                                | Qual. Mondiali 2018                                                    | -                                                                      |                                                                        |
| 9-10-2017                                                              | Kiev                                                                   | Ucraina                                                                | 0 – 2                                                                  | Croazia                                                                | Qual. Mondiali 2018                                                    | -                                                                      |                                                                        |
| 9-11-2017                                                              | Zagabria                                                               | Croazia                                                                | 4 – 1                                                                  | Grecia                                                                 | Qual. Mondiali 2018                                                    | -                                                                      |                                                                        |
| 12-11-2017                                                             | Il Pireo                                                               | Grecia                                                                 | 0 – 0                                                                  | Croazia                                                                | Qual. Mondiali 2018                                                    | -                                                                      |                                                                        |
| 3-6-2018                                                               | Liverpool                                                              | Brasile                                                                | 2 – 0                                                                  | Croazia                                                                | Amichevole                                                             | -                                                                      |                                                                        |
| 8-6-2018                                                               | Osijek                                                                 | Croazia                                                                | 2 – 1                                                                  | Senegal                                                                | Amichevole                                                             | -                                                                      | 46’                                                                    |
| 16-6-2018                                                              | Kaliningrad                                                            | Croazia                                                                | 2 – 0                                                                  | Nigeria                                                                | Mondiali 2018 - 1º turno                                               | -                                                                      |                                                                        |
| 21-6-2018                                                              | Nižnij Novgorod                                                        | Argentina                                                              | 0 – 3                                                                  | Croazia                                                                | Mondiali 2018 - 1º turno                                               | -                                                                      |                                                                        |
| 26-6-2018                                                              | Rostov                                                                 | Islanda                                                                | 1 – 2                                                                  | Croazia                                                                | Mondiali 2018 - 1º turno                                               | -                                                                      | 70’                                                                    |
| 1-7-2018                                                               | Nižnij Novgorod                                                        | Croazia                                                                | 1 – 1 dts (3 – 2 dtr)                                                  | Danimarca                                                              | Mondiali 2018 - Ottavi di finale                                       | -                                                                      |                                                                        |
| 7-7-2018                                                               | Soči                                                                   | Russia                                                                 | 2 – 2 dts (3 – 4 dtr)                                                  | Croazia                                                                | Mondiali 2018 - Quarti di finale                                       | -                                                                      | 35’                                                                    |
| 11-7-2018                                                              | Mosca                                                                  | Croazia                                                                | 2 – 1 dts                                                              | Inghilterra                                                            | Mondiali 2018 - Semifinale                                             | -                                                                      |                                                                        |
| 15-7-2018                                                              | Mosca                                                                  | Francia                                                                | 4 – 2                                                                  | Croazia                                                                | Mondiali 2018 - Finale                                                 | -                                                                      |                                                                        |
| 12-10-2018                                                             | Fiume                                                                  | Croazia                                                                | 0 – 0                                                                  | Inghilterra                                                            | UEFA Nations League 2018-2019 - 1º turno                               | -                                                                      | 45’                                                                    |
| 15-10-2018                                                             | Fiume                                                                  | Croazia                                                                | 2 – 1                                                                  | Giordania                                                              | Amichevole                                                             | -                                                                      | 46’                                                                    |
| 15-11-2018                                                             | Zagabria                                                               | Croazia                                                                | 3 – 2                                                                  | Spagna                                                                 | UEFA Nations League 2018-2019 - 1º turno                               | -                                                                      |                                                                        |
| 18-11-2018                                                             | Londra                                                                 | Inghilterra                                                            | 2 – 1                                                                  | Croazia                                                                | UEFA Nations League 2018-2019 - 1º turno                               | -                                                                      | 89’                                                                    |
| 24-3-2019                                                              | Budapest                                                               | Ungheria                                                               | 2 – 1                                                                  | Croazia                                                                | Qual. Euro 2020                                                        | -                                                                      | 82’                                                                    |
| 8-6-2019                                                               | Osijek                                                                 | Croazia                                                                | 2 – 1                                                                  | Galles                                                                 | Qual. Euro 2020                                                        | -                                                                      | 54’                                                                    |
| 11-6-2019                                                              | Varaždin                                                               | Croazia                                                                | 1 – 2                                                                  | Tunisia                                                                | Amichevole                                                             | -                                                                      | 46’                                                                    |
| 6-9-2019                                                               | Bratislava                                                             | Slovacchia                                                             | 0 – 4                                                                  | Croazia                                                                | Qual. Euro 2020                                                        | 1                                                                      |                                                                        |
| 9-9-2019                                                               | Baku                                                                   | Azerbaigian                                                            | 1 – 1                                                                  | Croazia                                                                | Qual. Euro 2020                                                        | -                                                                      |                                                                        |
| 10-10-2019                                                             | Spalato                                                                | Croazia                                                                | 3 – 0                                                                  | Ungheria                                                               | Qual. Euro 2020                                                        | -                                                                      |                                                                        |
| 13-10-2019                                                             | Cardiff                                                                | Galles                                                                 | 1 – 1                                                                  | Croazia                                                                | Qual. Euro 2020                                                        | -                                                                      | 45+4’                                                                  |
| 5-9-2020                                                               | Porto                                                                  | Portogallo                                                             | 4 – 1                                                                  | Croazia                                                                | UEFA Nations League 2020-2021 - 1º turno                               | -                                                                      |                                                                        |
| 8-9-2020                                                               | Saint-Denis                                                            | Francia                                                                | 4 – 2                                                                  | Croazia                                                                | UEFA Nations League 2020-2021 - 1º turno                               | 1                                                                      | 76’                                                                    |
| 11-10-2020                                                             | Zagabria                                                               | Croazia                                                                | 2 – 1                                                                  | Svezia                                                                 | UEFA Nations League 2020-2021 - 1º turno                               | -                                                                      |                                                                        |
| 14-10-2020                                                             | Zagabria                                                               | Croazia                                                                | 1 – 2                                                                  | Francia                                                                | UEFA Nations League 2020-2021 - 1º turno                               | -                                                                      | 90+2’                                                                  |
| 17-11-2020                                                             | Spalato                                                                | Croazia                                                                | 2 – 3                                                                  | Portogallo                                                             | UEFA Nations League 2020-2021 - 1º turno                               | -                                                                      |                                                                        |
| 24-3-2021                                                              | Lubiana                                                                | Slovenia                                                               | 1 – 0                                                                  | Croazia                                                                | Qual. Mondiali 2022                                                    | -                                                                      |                                                                        |
| 27-3-2021                                                              | Fiume                                                                  | Croazia                                                                | 1 – 0                                                                  | Cipro                                                                  | Qual. Mondiali 2022                                                    | -                                                                      |                                                                        |
| 18-6-2021                                                              | Glasgow                                                                | Croazia                                                                | 1 – 1                                                                  | Rep. Ceca                                                              | Euro 2020 - 1º turno                                                   | -                                                                      | 35’                                                                    |
| 22-6-2021                                                              | Glasgow                                                                | Croazia                                                                | 3 – 1                                                                  | Scozia                                                                 | Euro 2020 - 1º turno                                                   | -                                                                      | 26’                                                                    |
| 1-9-2021                                                               | Mosca                                                                  | Russia                                                                 | 0 – 0                                                                  | Croazia                                                                | Qual. Mondiali 2022                                                    | -                                                                      |                                                                        |
| 4-9-2021                                                               | Bratislava                                                             | Slovacchia                                                             | 0 – 1                                                                  | Croazia                                                                | Qual. Mondiali 2022                                                    | -                                                                      |                                                                        |
| 7-9-2021                                                               | Spalato                                                                | Croazia                                                                | 3 – 0                                                                  | Slovenia                                                               | Qual. Mondiali 2022                                                    | -                                                                      | 77’                                                                    |
| 14-11-2021                                                             | Spalato                                                                | Croazia                                                                | 1 – 0                                                                  | Russia                                                                 | Qual. Mondiali 2022                                                    | -                                                                      |                                                                        |
| 25-9-2022                                                              | Vienna                                                                 | Austria                                                                | 1 – 3                                                                  | Croazia                                                                | UEFA Nations League 2022-2023 - 1º turno                               | 1                                                                      | 60’                                                                    |
| 16-11-2022                                                             | Riad                                                                   | Arabia Saudita                                                         | 0 – 1                                                                  | Croazia                                                                | Amichevole                                                             | -                                                                      | cap. 59’                                                               |
| 23-11-2022                                                             | Al Khawr                                                               | Marocco                                                                | 0 – 0                                                                  | Croazia                                                                | Mondiali 2022 - 1º turno                                               | -                                                                      |                                                                        |
| 27-11-2022                                                             | Al Rayyan                                                              | Croazia                                                                | 4 – 1                                                                  | Canada                                                                 | Mondiali 2022 - 1º turno                                               | -                                                                      | 56’                                                                    |
| 1-12-2022                                                              | Al Rayyan                                                              | Croazia                                                                | 0 – 0                                                                  | Belgio                                                                 | Mondiali 2022 - 1º turno                                               | -                                                                      |                                                                        |
| 5-12-2022                                                              | Al Wakrah                                                              | Giappone                                                               | 1 – 1 dts (1 – 3 dtr)                                                  | Croazia                                                                | Mondiali 2022 - Ottavi di finale                                       | -                                                                      |                                                                        |
| 9-12-2022                                                              | Al Rayyan                                                              | Croazia                                                                | 1 – 1 dts (4 – 2 dtr)                                                  | Brasile                                                                | Mondiali 2022 - Quarti di finale                                       | -                                                                      |                                                                        |
| 13-12-2022                                                             | Lusail                                                                 | Argentina                                                              | 3 – 0                                                                  | Croazia                                                                | Mondiali 2022 - Semifinale                                             | -                                                                      |                                                                        |
| Totale                                                                 |                                                                        | Presenze                                                               | 78                                                                     |                                                                        | Reti                                                                   | 5                                                                      |                                                                        |

## Palmarès

### Club

#### Competizioni nazionali
- Campionato croato: 2

Dinamo Zagabria: 2005-2006, 2008-2009
- Coppa di Croazia: 1

Dinamo Zagabria: 2008-2009
- Coppa di Francia: 1

O. Lione: 2011-2012
- Supercoppa francese: 1

O. Lione: 2012
- Campionato inglese: 1

Liverpool: 2019-2020
- Supercoppa di Russia: 3

Zenit: 2020, 2021, 2022
- Campionato russo: 2

Zenit: 2020-2021, 2021-2022

#### Competizioni internazionali
- UEFA Champions League: 1

Liverpool: 2018-2019
- Supercoppa UEFA: 1

Liverpool: 2019
- Coppa del mondo per club: 1

Liverpool: 2019

### Individuale
- All-Star Team del campionato mondiale: 1

Russia 2018